# Phil Abraham
Philip (Phil) Abraham (New York, 11 mei 1959) is een Amerikaans televisieregisseur en director of photography. Hij werkte mee aan de bekende tv-series The Sopranos, Mad Men, Breaking Bad, Daredevil en Halt and Catch Fire.

## Biografie
Phil Abraham studeerde in 1982 af aan Wesleyan University. Hij begon zijn loopbaan als cameraman in dienst van onder meer Philippe Carr-Forster en John Bailey, en werkte in de jaren 1980 en 90 mee aan Hollywoodfilms als Planes, Trains & Automobiles, Home Alone 2: Lost in New York en Godzilla. Vervolgens werkte Abraham mee aan elk van de zes seizoenen van The Sopranos. Hij begon als cameraman, werkte zich op tot director of photography en mocht uiteindelijk ook een aflevering regisseren. Deze aflevering, getiteld "Remember When", ging op 22 april 2007 in première.
Datzelfde jaar regisseerde hij ook zijn eerste aflevering van de dramareeks Mad Men. Abraham werd een vaste medewerker van de succesvolle AMC-serie en regisseerde in totaal vijftien afleveringen. Ook bij deze serie begon hij aanvankelijk als director of photography. Voor zijn camerawerk voor de pilot "Smoke Gets In Your Eyes" won hij in 2008 een Emmy Award. Een jaar later werd hij een eerste keer genomineerd in de categorie beste regie. In 2008 regisseerde hij voor AMC ook een aflevering van Breaking Bad.
Vanaf 2011 regisseerde Abraham meerdere afleveringen van The Killing, de Amerikaanse remake van de gelijknamige Deense reeks. Daarnaast werkte hij als regisseur ook mee aan de series Daredevil, Bates Motel en Halt and Catch Fire.

## Prijzen

### Emmy Award
- 2008: Outstanding Cinematography for a One-Hour Series – Mad Men (aflevering "Smoke Gets In Your Eyes")

## Filmografie

### Als televisieregisseur
| - The Sopranos (1999–2007) - Weeds (2005–2012) - Mad Men (2007–2015) - Breaking Bad (2008–2013) - Sons of Anarchy (2008–2014) - Crash (2008–2009) - The Good Wife (2009–) - White Collar (2009–2014) - Mercy (2009–2010) - The Walking Dead (2010–) - Hell on Wheels (2011–) - Criminal Minds: Suspect Behavior (2011) - Breakout Kings (2011–2012) - Boss (2011–2012) - The Playboy Club (2011) - Lights Out (2011) - The Killing (2011–2014) - Missing (2012) - Elementary (2012–) |  | - The Following (2013–2015) - Bates Motel (2013–) - Orange Is the New Black (2013–) - Ray Donovan (2013–) - Hostages (2013–2014) - Masters of Sex (2013–) - Those Who Kill (2014) - The Strain (2014–) - Halt and Catch Fire (2014–2017) - Daredevil (2015–2018) - Bosch (2015–) - Luke Cage (2016) - Good Behavior (2016–) - The Long Road Home (2017–) - The Path (2017–) - GLOW (2017–2019) |

- Biblioteca Nacional de España: XX4809639
- Bibliothèque nationale de France: cb167118643 (data)
- International Standard Name Identifier: 0000 0000 6480 5968
- Library of Congress Control Number: no2005043290
- Nationale Bibliotheek van Israël: 987007340219105171
- Nederlandse Thesaurus van Auteursnamen: 33349265X
- Système universitaire de documentation: 235905453
- Virtual International Authority File: 90688469
- WorldCat: E39PBJjXgJFXBBGfK4RRXqTyh3